# 托普美洲鱥
托普美洲鱥（學名：Notropis topeka），為輻鰭魚綱鯉形目雅羅魚科的其中一種，分布於北美洲美國密西西比河流域從明尼蘇達州南方、南達科他州南方至密蘇里州與堪薩斯州南部流域，本魚呈長橢圓形且側扁，眼大、口近下位，體長可達7.6公分，棲息在沙石底質的溪流，生活習性不明。